# Moto trial
Pour les articles homonymes, voir Trial (homonymie).
Ne doit pas être confondu avec Trail (moto).
Ne doit pas être confondu avec Vélo trial.

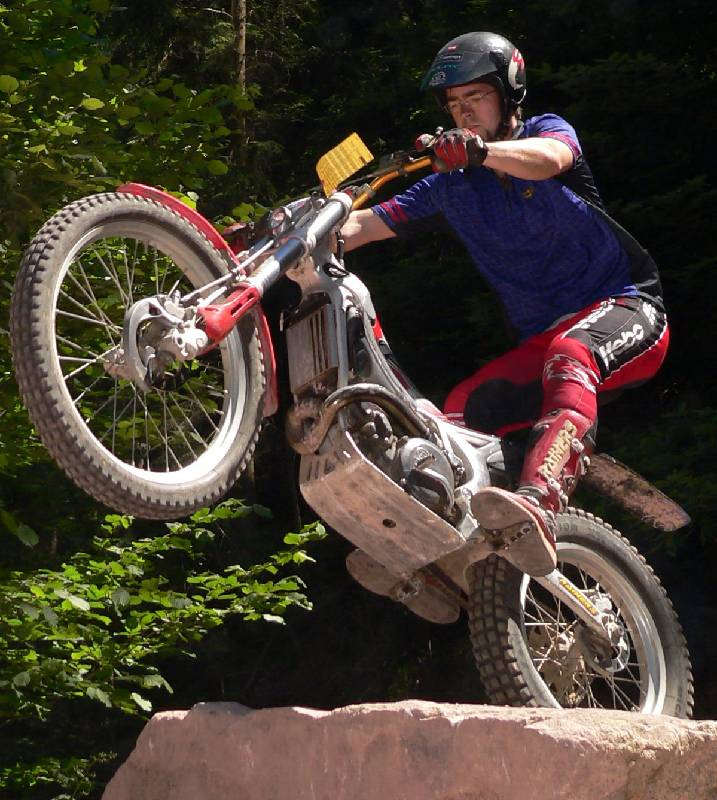
Pilote de trial passant une zone

Le trial est une discipline sportive à moto, dont des variantes existent à vélo, voire à vélo monocycle, en automobile ou en camion. Ce mot désigne aussi les motos spécialement conçues pour ce sport. « Trial » signifie « essai » en anglais, car le succès n'est pas assuré. Le trial consiste, en effet, à franchir des obstacles naturels ou artificiels. Il est né au Royaume-Uni, au début du XXe siècle, pratiqué par des gentlemen farmers sur des motos traditionnelles. Le nom original en anglais est « observed trial ».
Le trial est un sport où la notion de vitesse n'intervient pas, seul un temps limite est imposé.
En compétition ce sport se pratique du printemps à l'automne en extérieur (« outdoor ») et en hiver à l’intérieur (« indoor »). L'indoor de par sa difficulté très importante est plutôt réservé aux meilleurs pilotes.

## Règlement du Trial
Une compétition « outdoor » de moto trial se déroule sur un circuit (interzone) d'une quinzaine de kilomètres, sur lequel se trouvent des sections délimitées (zones) dans lesquelles les concurrents, chacun à leur tour, essayent de franchir les obstacles (rochers, talus, racines, etc.) en posant le moins possible de pieds à terre, tous les pilotes évoluant successivement dans les mêmes zones. Mais, selon leurs qualités de pilotes, ils évoluent dans des tracés différents. Il existe plusieurs niveaux de difficultés allant du débutant (Senior 4) jusqu'au pilote élite (expert).
En moto trial, les catégories sont différentes selon le championnat.
En championnat régional, elles sont dans l'ordre croissant de difficulté : Senior 4 (S4), Senior 3 (S3), Senior 3+ (S3+), Senior 2 (S2), Open (S2+), S1, Expert. La catégorie S3+ consiste à effectuer la moitié des zones en S3 et l'autre moitié en S2, c'est le même cas pour la catégorie Open avec la moitié des zones en S2 et l'autre moitié en S1.
En championnat de France, elles sont dans l'ordre croissant de difficulté: Senior 2, Open, Senior 1, Expert 1.
En championnat du monde, elles sont dans l'ordre croissant de difficulté: 125 cm3, Junior et World. La première étant réservée aux moins de 18 ans roulant en 125 cm3.
Les pilotes circulent tout d'abord à pied dans chaque zone pour observer le terrain, voir les passages délicats et observer d'autres pilotes de leur catégorie passer dans la zone. Ensuite, ils ont droit à un seul passage à moto par tour. Plusieurs commissaires comptabilisent le nombre de pieds posés par le concurrent et attribuent un total de points. Chaque concurrent porte un petit carton (cravate) sur lequel le commissaire poinçonnera le nombre de points attribués au pilote. À la fin de chaque tour (trois en général) le pilote donnera sa cravate au bureau des inscriptions qui totalisera le nombre de points et ce bureau fera le total des points obtenus sur le total des tours. Les pilotes vainqueurs seront ceux, dans chacune des catégories, ayant le moins de points.

### Pénalités
- 1 pied ou 1 appui = 1 point
- 2 pieds ou 2 appuis = 2 points
- 3 pieds ou 3 appuis, et plus = 3 points
- échec = 5 points

Il n y a pas de temps imparti dans les championnats régionaux mais ils sont applicables en championnat de France, d'Europe et du Monde.

### Cas d'échec
- chute;
- guidon touchant le sol;
- avoir les deux pieds du même côté de la moto ou derrière l'axe arrière de la moto;
- arrêt du moteur avec appuis;
- aide extérieure;
- sortir de la zone délimitée avec n'importe quelle roue;
- franchir à l'envers une porte;
- effectuer une boucle (un tour complet) dans la zone;
- dépasser le temps imparti.

## Le Trial Freestyle ou Trial X
Discipline très récente, celle-ci est née de la pratique du moto trial de manière libre (freeride et street), l'amenant forcément chez ses disciplines cousines, le Stunt et le Fmx. Cette discipline permet donc aux pilotes de pousser leur polyvalence à l'extrême, leur permettant de réaliser presque tout avec leur moto trial (généralement modifiée pour les sauts, car depuis 2011, nous voyons des riders en trial X commencer à utiliser les rampes Fmx sur les mêmes distances).

## Associations
- La Fédération française de motocyclisme (FFM) et l'UFOLEP sont les fédérations de trial en France.
- Le club ATAQ (Association des trialistes amateurs du Québec) est une association réputée du Canada.

## Caractéristiques techniques
Les caractéristiques de ces motos sont :
- un faible poids (moins de 70 kg),
- des dimensions réduites,
- un moteur dont le couple joue un rôle plus important que la puissance proprement dite,
- boîte de vitesses à 5 rapports courts sur les machines anciennes et 5 ou 6 rapports sur les machines après 1990 (4 courts, 2 longs pour l'interzone),
- pas de selle pour faciliter le placement du pilote,
- des roues équipées de pneumatiques à crampons gonflés à basse pression (entre 250 et 450 g/cm2) pour une meilleure adhérence,
- une suspension souple pour favoriser l'adhérence et les déplacements,
- un équipement de série conforme au code de la route rendant la machine homologuée sur voie publique,
- une prédominance des moteurs 2 temps, mais une arrivée remarquée des moteurs 4 temps depuis 2003. Dans les années 1980, le pilote belge Eddy Lejeune, plusieurs fois champion du monde sur une Honda à 4-temps avait déjà prouvé les performances de ce type de moteur malgré son poids plus élevé ; malgré tout, le moteur 2-temps reste majoritaire en trial.

Ces caractéristiques confèrent à ces motos une très grande maniabilité et une considérable capacité de franchissement.

## Les motos de trial

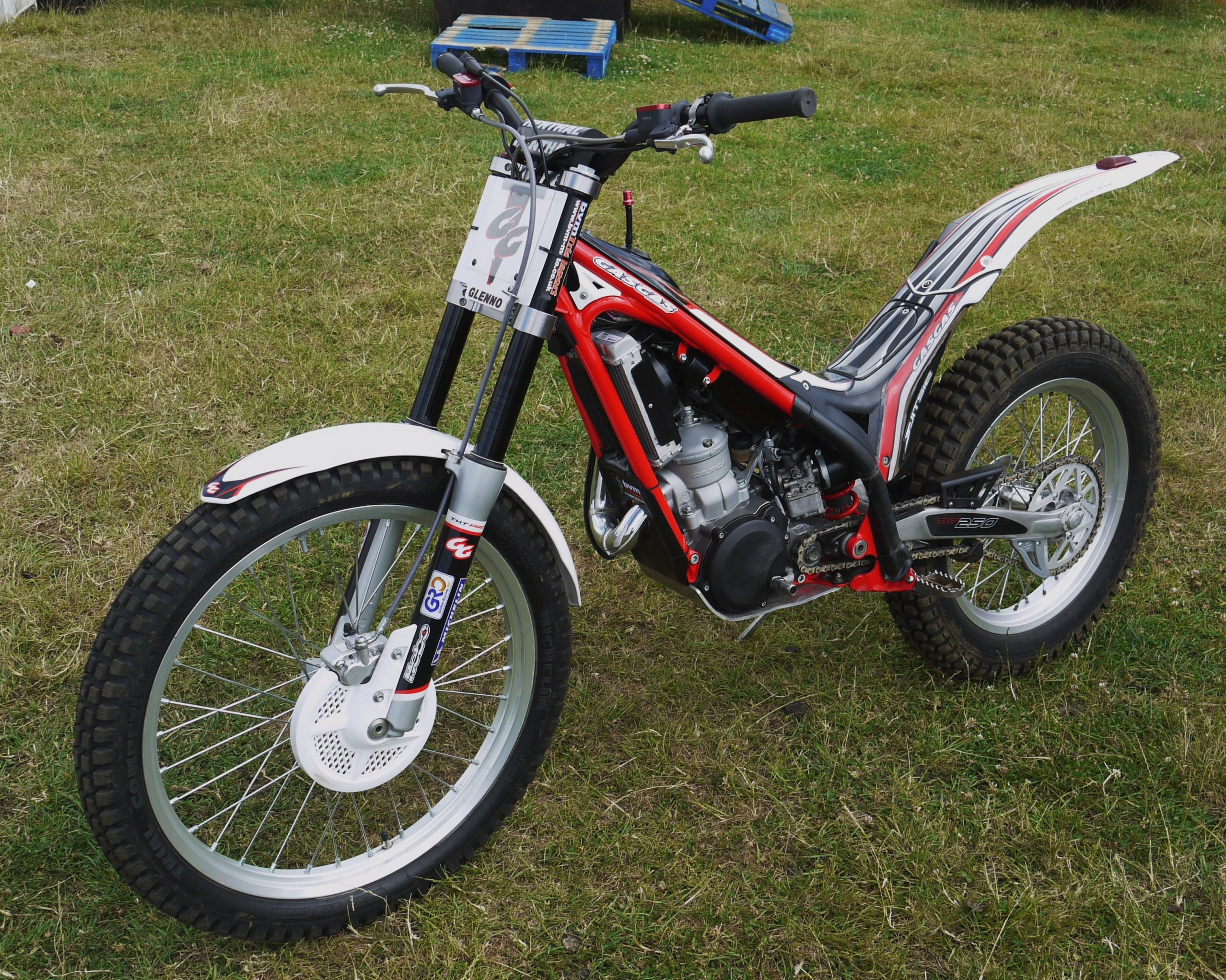
Gas Gas est une entreprise espagnole située a Gérone, spécialisée dans la fabrication en motos tout terrain, trial et enduro.

Les principales marques sont les suivantes :
- Beta (Italie) ;
- Sherco (France) ;
- Gas Gas (Espagne) ;
- Montesa (Espagne) associée à Honda (Japon) ;
- Scorpa (France), filiale de Sherco, associée à Yamaha (Japon) ;
- Xispa (Espagne) ;
- Ossa (Espagne) ;
- Jotagas (Espagne) ;
- Vertigo (Espagne) ;
- Trs (Espagne) ;
- Bultaco (Espagne) avec le modèle Sherpa ;
- Electric Motion (France), moto 100% électrique.

Les cylindrées vont de 50 cm3 à 300 cm3 environ, la cylindrée la plus adaptée se situant aux alentours de 250 cm3.

## Les championnats du monde
En moto trial, cette discipline est dominée par les Espagnols, les Britanniques et les Japonais. Les derniers champions du monde français sont Gilles Burgat en 1981 puis Thierry Michaud en 1985, 1986 et 1988. En 2004, Adam Raga détient le titre de champion du monde en salle (FIM) et Takahisa Fujinami a gagné le championnat en plein air mettant ainsi fin à sept ans de domination de Doug Lampkin. Ce dernier était considéré comme le meilleur trialiste de tous les temps car il a gagné sept fois le titre Outdoor ainsi que cinq fois le titre en salle, de manière consécutive. L'autre meilleur trialiste de tous les temps s'appelle Jordi Tarrés. Il a été champion du monde outdoor en 1987 puis de 1989 à 1994. L'Espagnol Adam Raga a décroché en septembre 2005 sa première couronne mondiale en outdoor au guidon d'une Gas Gas.
En février 2007, Toni Bou gagne son premier titre en salle à 20 ans avec une Montesa 4-temps. C'est d'ailleurs, le premier titre en salle pour une moto 4-temps.
2007 Adam Raga laissant filer la victoire en salle, tente de maintenir les assauts de Toni Bou sur le championnat outdoor mais le jeune pilote Montesa semble imbattable et décroche le titre avec une avance confortable. Il remporte par la suite les championnats en salle et en plein air 2008, 2009 et se place il y a peu une nouvelle fois sur la plus haute marche du championnat outdoor 2010.
En 2014, Toni Bou bat tous les records avec huit titres en salle et également huit titres sur les championnats en plein air, ce qui fait de lui une légende du trial.
En 2021 Toni Bou détient 28 titres mondiaux (14 outdoor et 14 indoor), et est le pilote le plus titré de l'histoire du trial devant Dougie Lampkin (12 titres) et Jordi Tarrés (7 titres). En août 2024 Toni bou remporte haut la main son 35e titre de champion du monde.         (18 outdoor et 17 indoor). Toni bou est un as en la matière et il ne compte pas abandonner avant d'avoir obtenu 40 titres pour ses 40 ans.

## Le championnat de France
Avec 7 titres consécutifs de champion de France de 1971 à 1977, puis un nouveau titre en 1979, Charles Coutard a dominé le trial hexagonal dans les années 1970.
En Championnat de France Expert, on peut noter la domination de Bruno Camozzi, pilote Gas Gas, treize fois champion de France depuis 1992. Sa carrière a fait une pause en 2004 sur blessure. Son frère Christophe Camozzi lui a pris son titre en 2005 (Bruno étant vice-champion) et Bruno l'a repris en 2006. En 2007, le champion de France Expert est Jérôme Béthune sur Beta. Pour l'année 2008, le champion de France Expert est Christophe Bruand sur SCORPA.
Le championnat de France de trial 2009 est lui dominé par Loris Gubian qui obtient le titre avant même la dernière épreuve et qui règne sans partage sur ce championnat en remportant la majorité des épreuves. En 2010 Loris doit pourtant supporter les assauts soutenus d'un nouveau pilote expert Alexandre Ferrer. Le titre se joue au coude à coude, Loris finit quand même par l'emporter sur la dernière manche. En 2011, la performance de Loris et une blessure d'Alexandre ont permis un troisième titre consécutif de Gubian et ce avant la dernière manche en septembre.

## Le trial à moto ancienne
Le trial se pratique également avec des motos anciennes sur des tracés similaires à ceux de l’époque de ces machines, avec des obstacles adaptés à leurs performances où l’on privilégie plus la technique de passage que la prise de risque. Les zones sont principalement composées de slalom à effectuer. 
L'UFOLEP est la fédération la plus active des trialistes à l'ancienne.
L'AFATA (Association française des amateurs de trial à l'ancienne) est l'association organisatrice du Championnat de motos trial à l'ancienne. Deux catégories importantes existent : les pré-1965 et les post-1965 jusqu'au alentours de 1985.

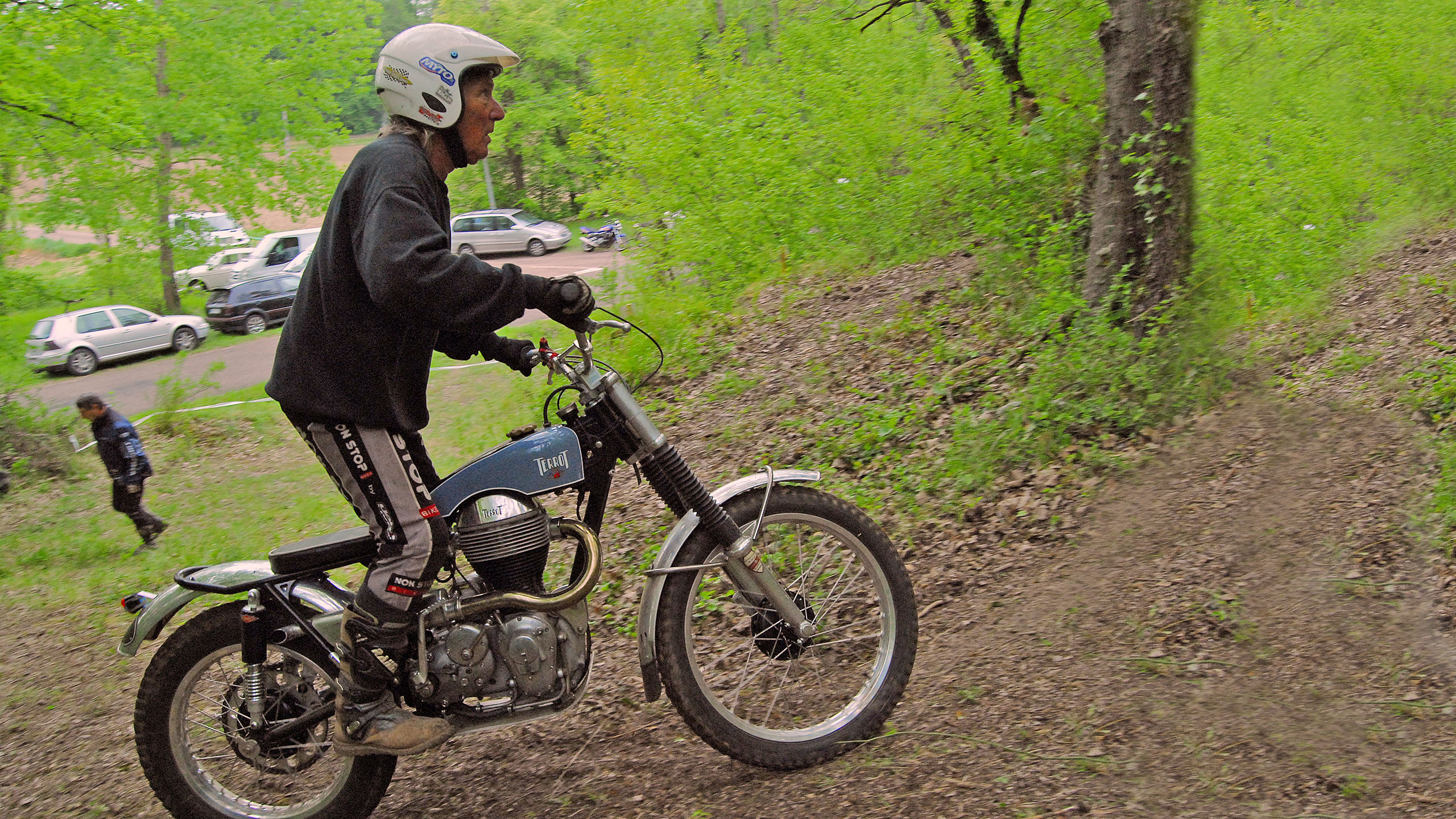
Mike Andrew sur Terrot 500.

Types de machines : Les machines d’avant 1965 essentiellement des motos anglaises à moteur 4-temps (Triumph, BSA, Ariel, AJS, Matchless, etc.) ou à moteur 2-temps (Greeves (en), James (en), etc.) mais aussi quelques marques de motos françaises (Motobécane, Peugeot) ou encore allemandes (Zündapp).
Les machines de 1965 à ~1990 avec beaucoup de motos espagnoles (Montesa, Ossa, Bultaco), italiennes (SWM, Fantic), ou encore japonaises (Honda, Yamaha, Suzuki, Kawasaki).
Les caractéristiques principales des post-1965 : freinage à tambour sur les deux roues, deux amortisseurs à l'arrière ou [cadre rigide] un moteur à refroidissement à air.
Après 1985, des motos de trial équipées de refroidissement liquide ne peuvent pas prétendre à l'appellation «moto ancienne ou ancêtre» et ne peuvent pas participer au championnat AFATA et/ou FFM-Classic
Les trial près 65 en compétition se déroulent uniquement sur deux terrains : un en Angleterre       et l'autre en Belgique plus précisément à Ciply sur le mont Panicelle.

## Variantes
- Monocycle trial
- Vélo trial
- Trial camion
- Trial 4x4